# Jaguar 420
Jaguar 420 – luksusowy samochód osobowy produkowany przez brytyjską firmę Jaguar Cars w latach 1966–1968. Dostępny jako 4-drzwiowy sedan.  Do napędu używano silników R6 o pojemności 4,2 litra. Moc przenoszona była na oś tylną poprzez 4-biegową manualną skrzynię biegów.

## Dane techniczne

### Silnik
- R6 4,2 l (4235 cm³), 2 zawory na cylinder, DOHC
- Układ zasilania: gaźnik
- Średnica cylindra × skok tłoka: 92,07 mm × 106,00 mm
- Stopień sprężania: 8,0:1
- Moc maksymalna: 248 KM (183 kW) przy 5500 obr./min
- Maksymalny moment obrotowy: 384 N•m przy 3750 obr./min

### Osiągi
- Przyspieszenie 0–80 km/h: 7,0 s
- Czas przejazdu pierwszych 400 m: 16,7 s
- Prędkość maksymalna: 198 km/h

## Galeria

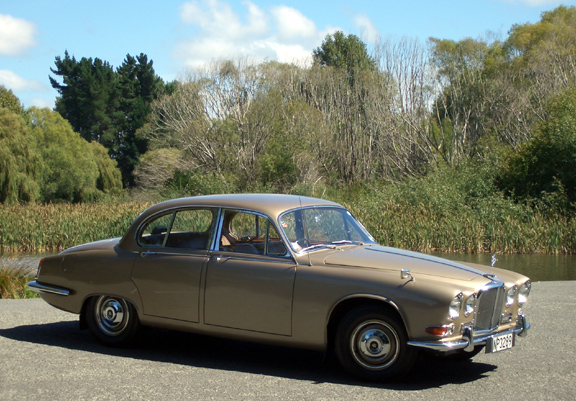
Jaguar 420
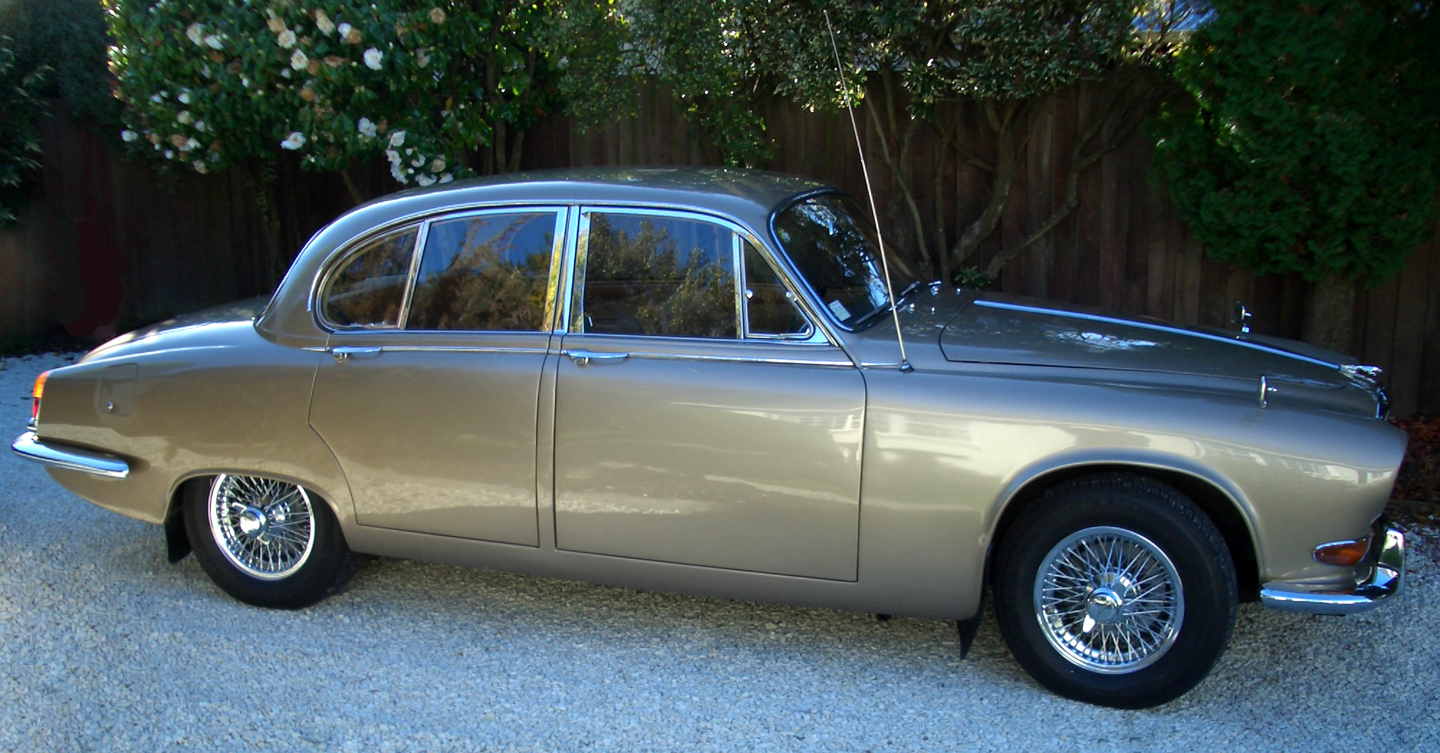
Jaguar 420
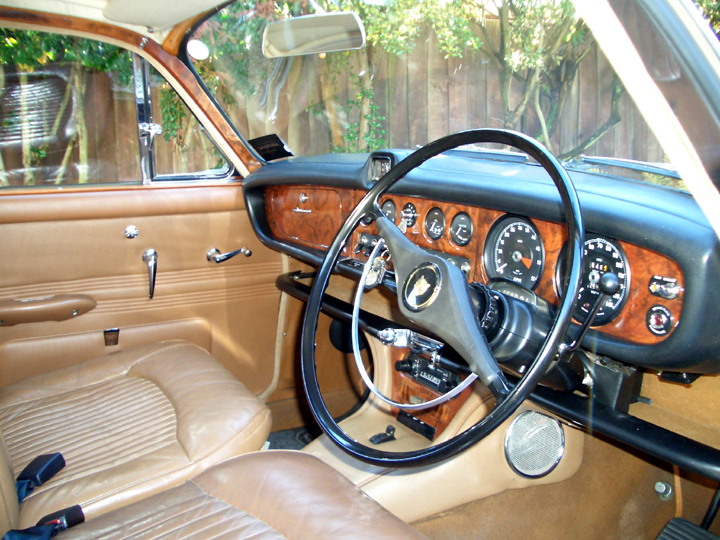
Deska rozdzielcza
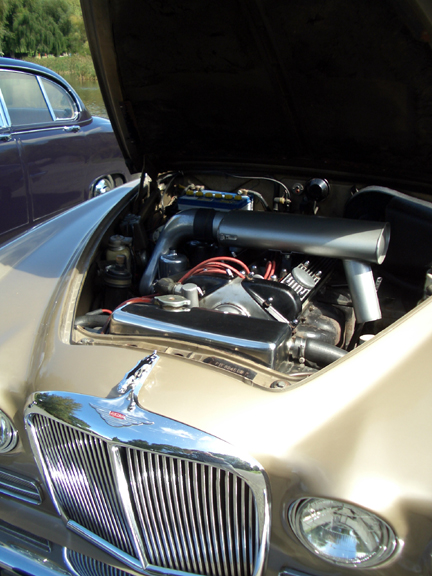
Komora silnikowa